# Upper Cwmbran
Upper Cwmbran är en community i Storbritannien. Den ligger i kommunen Torfaen och riksdelen Wales, i den södra delen av landet, 200 km väster om huvudstaden London.
Den tätbebyggda delen av Upper Cwmbran community ingår i tätorten Cwmbran.